# Володарец
Володарец — деревня в Вяземском районе Смоленской области России. Входит в состав Поляновского сельского поселения. Население — 24 жителя (2007). 
Расположена в восточной части области в 4 км к юго-западу от Вязьмы, в 0,5 км южнее автодороги Р134 «Старая Смоленская дорога» Смоленск — Дорогобуж — Вязьма — Зубцов. В 2 км севернее деревни расположена железнодорожная станция Золотарёвка на линии Москва — Минск. 

## История
В годы Великой Отечественной войны деревня была оккупирована гитлеровскими войсками в октябре 1941 года, освобождена в марте 1943 года. 